# Kasper Kardolus
Kasper Kardolus (Den Haag, 7 januari 1937 – Zoetermeer, 3 april 2022) was een Nederlandse sabelschermer en schermleraar. 

## Biografie
Hij groeide op in een schermfamilie: zijn vader was actief in De Vrije Wapenbroeders en zijn moeder leerde hem de eerste schermpassen. Hij was vijfvoudig Nederlands kampioen sabel (1956, 1959, 1962, 1970 en 1984). Tussen 1969 en 2010 haalden zijn leerlingen 120 Nederlandse seniorentitels. Ook was hij de coach van succesvolle schermers als Stéphane Ganeff en Pernette Osinga.
Voor zijn verdiensten voor de Nederlandse schermsport werd hij in 1995 door de koningin benoemd tot ridder in de Orde van Oranje-Nassau. Van de Fédération Internationale d'Escrime, de internationale schermbond, kreeg Kasper Kardolus in 2007 de hoge onderscheiding Honoré d'Or de la FIE uitgereikt.

## Privéleven en overlijden
Zijn kinderen Oscar, Yvette, Olaf en Arwin werden ook allemaal Nederlands kampioen schermen. 
Kardolus overleed op 85-jarige leeftijd.